# 日東精工
日東精工株式会社（にっとうせいこう、英: NITTO SEIKO CO. LTD.）は、京都府綾部市に本社を置く主に工業用ファスナーを製造および販売をする日本の大手メーカー。

## 概要
主力製品は工業用ファスナーである。工業用ファスナーとは被服などに着用するファスナー（チャック）とは違い、ねじやリベットを指す。その売り上げの割合は全体の約67%を占め、残りの22%はねじ締め機やロボットなどの産業用機械、11%は流量計、地盤調査装置、小物部品検査装置、マイクロバブル洗浄装置などである。ねじの製造からねじ締め機、さらには総合的な省力機械システムにいたるトータル戦略において評価が高い。
ねじを製造する機械のほとんどは自社で製作している。そのためさまざまな用途や目的にあったねじを製造することが可能で、カメラ・眼鏡用の精密ねじをはじめ、その種類は数万種にのぼる。また、JIS規格にとらわれない大きさや形を持ったオーダーメイドのねじを製作することも可能である。産機部門は、日本で最初にSCARA型ロボットを製造販売した会社のひとつであり、ねじ締めに特化したロボット「ねじロボ」は産機事業部の主力製品。地盤強度測定機器なども製造する。
全ての工場は綾部市内に所在するが、広い範囲に点在するため工場間の移動は主に自動車による。

## 沿革
- 1938年2月 - 会社創立。創立当時は現在とは全く違い、レントゲンタイマやダイアルゲージを製造していた。
- 1949年11月 - 現在の流動体計測器の元となる水道メーターの製造を開始。
- 1952年5月 - 現在の大阪支店の前身である大阪出張所を開設。
- 1956年8月 - この頃から本格的に現在の主力製品の一つである工業用ファスナーの製造を開始。
- 1960年7月 - 現在の東京支店の前身である東京出張所を開設。
- 1963年6月 - 現在の名古屋支店の前身である名古屋出張所を開設。
- 1975年2月 - 大証二部に上場。
- 1980年6月 - 大証一部に上場。
- 1985年4月 - 東証一部に上場。

## 事業所

### 日本国内
- 本社（兼工場）（京都府綾部市井倉町梅ヶ畑）
- 東京支店（神奈川県横浜市港北区綱島東）
- 大阪支店（大阪府東大阪市本庄西）
- 名古屋支店（愛知県名古屋市名東区上社）

#### 工場
- 本社（京都府綾部市井倉町梅ヶ畑）
  - 研究開発センター
  - 生産技術部
- 八田（やた）工場（京都府綾部市下八田町）

基本的にねじは全てここで製造されている。（特殊な形状や技術が必要となるねじ、一般的なねじすべて。）
- 城山（しろやま）工場（京都府綾部市城山町・綾部工業団地内）

産機事業部があり、省力機器・組立装置等の産業機器が製造される。
- 制御システム事業部・工場（京都府綾部市延町）

流動体計測器はここで生産されている。

#### 営業所
- 北関東営業所（群馬県邑楽郡大泉町吉田）
- 広島営業所（広島県広島市東区光町1丁目12番20号）

#### 出張所
- 九州出張所（福岡県福岡市博多区半道橋）

### 日本国外

#### アジア
- 中国
- 台湾
- インドネシア
- タイ王国
- マレーシア

#### 北米
- アメリカ

## 国内子会社
- 日東公進株式会社
- 和光株式会社
- 東洋圧造株式会社
- 日東工具販売株式会社
- 株式会社ニッセイ
- 東陽精工株式会社
- 株式会社伸和精工
- 株式会社協栄製作所
- 松浦屋株式会社
- 九州日東精工株式会社

## 主な取引先
ほとんどが大手家電メーカー、自動車メーカーである。
- 任天堂株式会社

ニンテンドーDSやWii U本体用のねじを製造している。
- パナソニック株式会社

ビエラに使用されるねじを製造している。
- トヨタ自動車株式会社

## 主要取引銀行
- 京都銀行
- 三菱UFJ銀行
- 三井住友信託銀行
- 三井住友銀行